# Salvatore Messina
Salvatore Messina (Prizzi, 2 april 1882 – 1950) was een magistraat in het koninkrijk Italië. 
Zijn rechterlijke ervaring in Egypte met de extralegale status van Westerlingen hielp mee om deze privilegies finaal af te schaffen in 1937, met Brits goedvinden. Zijn inbreng was voor de Italianen die in Egypte woonden en werkten. Het koninkrijk Italië werd toen geleid door fascisten.

## Levensloop

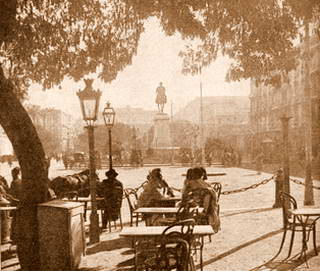
Alexandrië in de jaren 1920

Messina groeide op in Sicilië. Nadat hij het einddiploma rechtsgeleerdheid behaald had, startte hij een carrière in de magistratuur (1905). Hij  klom op de hiërarchische ladder. Het hoogtepunt in zijn carrière was kamervoorzitter in het Hof van Cassatie in Rome. 
Zijn carrière als magistraat te Rome werd onderbroken in de periode 1916-1936 door zijn werk in het koninkrijk Egypte dat onder Britse controle stond. Van 1916 tot 1920 was Messina consul voor Italië in Alexandrië. Van 1916 tot 1936 was hij rechter in de zogenaamde Gemengde Rechtbanken. Dit waren rechtbanken waar zowel Egyptische rechters maar vooral buitenlandse rechters zetelden. Het werd een juridisch onderzoeksonderwerp voor hem waarin hij publiceerde. In de hoedanigheid van buitenlands rechter voor de Italianen aldaar werkte hij mee om finaal de gehate privilegies van buitenlanders in Egypte af te schaffen. Deze privilegies hadden de Engelse term ‘capitulations’ en hielden in dat buitenlanders in niets onder de Egyptische wetgeving vielen. De meest virulente tegenstander tegen privilegies voor Westerlingen in Egypte was de Moslimbroederschap. In 1937 tekenden verschillende landen van de Volkenbond een akkoord met Egypte dat de privilegies werden afgeschaft. De Britten waren hiermee akkoord gegaan. Het akkoord werd getekend in de zogenaamde Montreux Convention Regarding the Abolition of Capitulations in Egypt (1937). In Montreux behoorde Messina tot de Italiaanse delegatie onder leiding van de Italiaans ambassadeur in Egypte graaf Luigi Aldrovandi Marescotti di Viano.
Internationaal plagiaat was een ander aspect van zijn juridische navorsing. Van 1933 tot 1935 was Messina docent aan de Haagsche Academie voor Internationaal Recht. Zijn cursus was getiteld: Le plagiat littéraire et artistique dans la doctrine, la législation comparée et la jurisprudence internationale.

## Werken
Zijn belangrijkste publicaties waren:
- Il regime delle prove nel nuovo Codice di procedura civile, Milaan 1914
- La jurisdiction des Tribunaux mixtes, Alexandrië 1923
- Traité de droit civil égyptien mixte, Alexandrië 1927
- Les Tribunaux mixtes et les rapports interjurisdictionnels en Egypte, Parijs 1933
- Le plagiat littéraire et artistique, Parijs 1936.